# Suaita (ort)
Suaita är en ort i Colombia.   Den ligger i departementet Santander, i den centrala delen av landet, 180 km norr om huvudstaden Bogotá. Suaita ligger 1 641 meter över havet och antalet invånare är 2 691.
Terrängen runt Suaita är kuperad. Runt Suaita är det ganska glesbefolkat, med 38 invånare per kvadratkilometer. Suaita är det största samhället i trakten. I omgivningarna runt Suaita växer i huvudsak städsegrön lövskog.